# Monteverdia microcarpa
Monteverdia microcarpa es una especie de planta de flores perteneciente a la familia  Celastraceae. Es endémica de Jamaica. 

## Hábitat
Es una especie endémica  que se encuentra en las parroquias de Clarendon y Trelawny, en los bosques en suelos de piedra caliza.

## Taxonomía
La planta fue descrita como Maytenus microcarpa por Fawc. & Rendle y publicado en Journal of Botany, British and Foreign 59: 19. 1921.
En una revisión taxonómica en 2017, 123 especies anteriormente clasificadas dentro del género Maytenus pasaron a Monteverdia, entre ellas Maytenus microcarpa, por lo que Monteverdia microcarpa fue descrita como tal por primera vez por el botánico brasileño Leonardo Biral et al. y publicada en Systematic Botany 42 (4): 689 en 2017.

#### Basónimo
- Maytenus microcarpa Fawc. & Rendle, 1921

Etimología
microcarpa: epíteto latíno que significa "pequeñas semillas"